# Nolella gigantea
Nolella gigantea is een mosdiertjessoort uit de familie van de Nolellidae. De wetenschappelijke naam van de soort is voor het eerst geldig gepubliceerd in 1856 door Busk.